# Серкебаєв Алмос Єрмекович
Серкебаєв Алмос Єрмекович — казахський композитор.
Народився 1948 року в родині співака Єрмека Серкебаєва. Закінчив Алма-Атинську консерваторію (клас Г. Жубанової). Автор балетів, рок-опери, симфоній, музики до українського фільму «Господи, прости нас грішних» (1992).